# استانیسلاو د فیگوریدو پامپلونا
استانیسلاو د فیگوریدو پامپلونا (پرتغالی: Estanislau de Figueiredo Pamplona؛ ۲۴ مارس ۱۹۰۴ – ۱۹۷۳) یک بازیکن فوتبال اهل برزیل بود.